# Vekunta shirakii
Vekunta shirakii är en insektsart som beskrevs av Matsumura 1914. Vekunta shirakii ingår i släktet Vekunta och familjen Derbidae. Inga underarter finns listade i Catalogue of Life.